# История евреев на Украине
История евреев на Украине — история евреев на территории современной Украины.

## До 1917 года
Евреи жили на территории современной Украины с начала нашей эры. Первые упоминания о них датируются IV веком до н. э., когда они появились в Крыму и греческих колониях на северо-восточном побережье Чёрного моря. В VIII—X веках из Византии, Кавказа и Багдадского халифата евреи мигрировали в Хазарию, где среди элиты был распространён иудаизм. Часть евреев на территории Украины тех времён разговаривала на еврейско-славянских диалектах, у них встречались и тюркские имена. После завоевания Хазарского каганата в 969 году киевским князем Святославом Игоревичем те евреи переселились в Киев.
В XIII—XV веках в Западной Европе под руководством инквизиции распространялась борьба за чистоту веры и исповедания, следствием чего стало изгнание иудеев из государств и городов Западной и Центральной Европы и их массовая миграция на восток, в Австрию, Венгрию, Богемию, Польшу и Османскую империю. Это было во многом связано с разразившейся в XIV эпидемией чумы, в распространении которой обвиняли евреев. В конце XV века говорящие на идише евреи из Польши и Германии (ашкеназы) начали прибывать в Великое княжество Литовское, в состав которого входили также многие украинские земли. Основным ареалом их расселения в те времена было Подляшье и города Волыни. Оттуда они переселялись в Киев и на Подолье. Киев стал одним из крупнейших центров еврейского религиозного образования.
После массового уничтожения во время восстания Хмельницкого на территории Левобережной Украины евреев не стало, и российские власти запрещали им селиться на этой территории до 1764 года. Основным занятием евреев на протяжении всего XVIII века в российской части Украины были торговля, ремесло и шинкарство. В основном они жили в сельской местности.
Убийства евреев на территории Украины вновь приняли массовый характер в XVIII веке, во время так называемого гайдамацкого движения. В 1736 году гайдамаки убили большое число евреев в Паволочи, осенью 1743 года отряд атамана Гривы устроил погром в Виннице, большой урон от набегов гайдамаков понесли и другие еврейские общины. В 1747 году гайдамаки атаковали Умань, что стоило жизни многим евреям, в 1750 году разгромили общины Тульчина, Винницы и других городов и местечек. В 1768 году во время «Колиивщины» (подавленной в том же году русскими и польскими войсками) были уничтожены десятки еврейских общин. Особенно массовой была Уманская резня в июне 1768 года.
После второго раздела Речи Посполитой в 1793 году в состав Российской империи вошли украинские земли на правом берегу Днепра с многочисленным еврейским населением. К 1797 году на этой части территории Украины проживало около 200 тысяч евреев, к 1858-му — 1 миллион 870 тысяч. Около 75 % самодеятельного еврейского населения составляли ремесленники и мелкие торговцы, до 20 % — неквалифицированные рабочие, до 2 % — купцы. В западной части Украины, входившей в состав Австрии, проживало около миллиона евреев.
До 1861 года евреи не имели права приобретать землю и поэтому сельским хозяйством занимались незначительно. В это время в обществе были сильны антисемитские настроения: евреев неоднократно обвиняли в ритуальных убийствах. Первый в Российской империи погром был в 1821 году в Одессе. В конце XIX — начале XX века по югу Российской империи и в первую очередь по Украине прокатилось несколько волн погромов.

## После Октябрьской революции
Гражданская война принесла огромные бедствия для еврейского населения. Только в 1918—1920 годах на территории Украины приблизительно в 1300 населённых пунктах произошло свыше 1500 еврейских погромов, было убито, по разным оценкам, от 50 до 200 тысяч евреев, ещё 200 тысяч было ранено, тысячи женщин были изнасилованы. Около 50 тысяч женщин стали вдовами, около 300 тысяч детей остались сиротами.
После октябрьской революции 1917 года и ликвидации «черты оседлости» евреи стали переселяться на левобережье и в крупнейшие города Украины и России. По данным переписи 1926 года, в УССР насчитывалось 1750000 евреев. В городах УССР в 1926 проживало уже 77 % всех евреев, в 1939 г. — 86 %, тогда как в 1897 — менее 40 %. В рамках политики «коренизации» в 1920-х были созданы еврейские сельсоветы и национальные районы, где организовывались еврейские школы и учреждения культуры, а идиш был официальным языком делопроизводства и обучения. С середины 1930-х, после прекращения «коренизации», еврейские национальные районы были расформированы, а большинство общественных организаций и периодических изданий ликвидированы.
В составе СССР на территории Восточной Украине быстро развивались еврейские земледельческие поселения, помощь в восстановлении нормальной жизни оказывали международные еврейские организации, в первую очередь Джойнт. В 1927 году на территории 56 еврейских сельсоветов проживало 110 тыс. человек, в том числе 87 тыс. евреев. К 1936 году еврейские колхозы Украины занимали 175 тыс. га.
В то же время власти проводили активную антирелигиозную политику и репрессии против активистов сионистских организаций. В 1930-е годы 30 % самодеятельного еврейского населения были поражены в правах, в рамках кампании по «украинизации» были упразднены еврейские национальные административные единицы, закрыты многие культурные организации, евреи подвергались дискриминации. На Западной Украине, как и во всей Польше, в конце 1920-х и в 1930-е годы после экономического кризиса был рост антисемитских настроений, происходили антиеврейские волнения. Аналогичные проблемы происходили у евреев Северной Буковины и Бессарабии в составе Румынии. Многие западноукраинские и бессарабские евреи эмигрировали. 80 тысяч евреев жили в Закарпатье, входившее в состав Чехословакии.

## Вторая мировая война и Холокост
После начала Второй мировой войны и присоединения к СССР части территории Польши численность еврейского населения УССР возросла до 2,35 млн человек, что составляло 6 % от национального состава Украины. К июню же 1941 года на территории нынешней Украины, по современным научным данным проживало самое большое количество евреев на то время в Европе и второе в мире (после США) — примерно 2,7-2,8 млн.
К 1941 году периодика на идише в Украинской ССР была представлена следующими изданиями:
- «Дер Штерн» (с 1930 года) в Киеве;
- «Зау Грейт» (единственная в СССР детская газета на идише) в Киеве;
- Литературный журнал «Советиш Литератур» (Киев);
- «Дер Арбетер» — Львов.

На территории Украины было уничтожено наибольшее количество евреев из граждан Советского Союза — примерно половина всех жертв Холокоста, являвшихся на момент начала Великой Отечественной войны гражданами СССР. По другим данным, 850 000—900 000 евреев, которые жили на территории современной Украины. А. И. Круглов оценивает общее количество убитых евреев — жителей Украины (с учётом убитых в плену и эвакуации на территории оккупированной России) в 1,6 млн человек. Важным фактором, влиявшим на уничтожение такого большого количества евреев, было участие части местного населения, в том числе организаций украинских националистов.
Память жертв погибших в годы Второй мировой войны увековечена современным поколением. По данным проекта «Карта „Евреи Украины“», сегодня в Украине сооружено более 100 памятников, мемориальных парков, которые служат символом памяти поколений о тех страшных событиях и миллионах погибших жертв Холокоста.

## На территории Украины после распада СССР
С приобретением независимости на Украине постепенно началось культурное и духовное возрождение традиционной еврейской общинной жизни.
В 1999 году создана Объединенная еврейская община Украины. Основная задача организации — объединить евреев Украины в едином информационном пространстве вокруг еврейского образа жизни, знаний и традиций. За годы своей работы организация реализовала множество социальных и благотворительных программ. В 2019 году в состав организации вошло более 120 действующих еврейских общин со всей Украины. Для каждой общины и члена организации ОЕОУ готова предоставить помощь в рамках своих проектов, одним из которых является уникальных для Украины еврейский номер «910». Организация сотрудничает с большим количеством еврейских общественных организаций Украины, а также международными организациями.